# بوني لوبيغا
بوني لوبيغا (بالإنجليزية: Bonnie Lubega)‏ هو كاتب أوغندي، ولد في 1929 في أوغندا.